# Marskgård fra Ejdersted, Sydslesvig (Frilandsmuseet)
Frilandsmuseets Marskgård fra Ejdersted, Sydslesvig er en haubarg, som stammer fra den nordfrisiske halvø Ejdersted i det sydvestlige Sydslesvig. Gården viser hvordan bondestandens absolutte elite i 1700-tallet kunne ernære sig godt og leve et rigt og mageligt liv i den frugtbare egn ved kysten.

## Egnen
Gården Rothelau fra Ejdersted er en af de mest markante og velkendte på Frilandsmuseet og meget forskellig fra museets øvrige bygninger hvad angår størrelse, proportioner og grundplan. Gården kommer fra halvøen Ejdersted, der stikker ud i Nordsøen ved Sydslesvigs sydvestligste hjørne. Klimaet er mildt, jorden er fed og græsengene frodige. Som et udtryk for halvøens rigdom, sagde man at "menneskene ikke havde andet at gøre her end at æde og sove".
I dette flade landskab var oversvømmelser ikke unormale, og gårdene blev derfor anbragt i sikkerhed på et værft, en kunstig forhøjning med afvandingskanaler rundt om. Udenfor varfet var græsningsområder, fenner, ligeledes afgrænset med et netværk af kanaler. Ved overgangene var der led og låger, ellers var indhegning overflødige. Dermed manglede studene noget at klø sig på, og der står derfor en kløpæl på marken. Inde på gården hænger en springstok, et andet uundværligt hjælpemiddel på denne egen, når man skulle springe over kanalerne.

## Bygningen
Bygningstypen kaldes en haubarg, hvor alt er samlet under ét stort pyramideformet tag. Det store tag kræver en imponerende tømmerkonstruktion, som ses tydeligt inde fra laden. Taget bæres af fire meget svære og høje stopler, der omkranser selve laderummet, vierkanten, i midten af bygningen, hvor der er ca. 12 meter fra gulv til loft. Disse stolper bærer foroven en rektangulær ramme af vandretliggende tømmerstykker, som tagets spær hviler på. Denne ramme rager længere ud til den ene side over boligen og støtter også taget over den.
Denne måde at bygge en gård på stammer fra Nederlandene formodentlig fra slutningen af 1500-årene. Bygningen menes at have fået sin form ved sammenbygning af et stuehus og en oprindeligt fritliggende lade. Hustypen nåede sammen med andre kulturpåvirkninger sydfra til Ejdersted hvor der var brug for at huse store mængder hø, bl.a. i forbindelse med opfedning af stude til videresalg. På tysk betyder haugbarg et sted at opbevare hø. Høet var malke- og fedekvægets gode vinterfoder, og på det byggede egnens velstand. I lange perioder var der også højkonjunktur og stadigt stigende kornpriser og dermed behov for mere ladeplads til korn. Den frugtbare jord kunne i 1700-tallet give op til 40 fold, mod omkring 8 fold som en sjællandske bonde kunne opnå. Sammen med mejeriproduktion og studeopdræt har landbruget gjort gårdene på denne egn yderst velhavende.
Byggeriet af haubargerne tog fart i sidste halvdel af 1600-tallet. I områdets storhedstid i 16- og 1700-tallet, lå der omkring 300 haubarger på Ejdersted. Nu er der knap 30 tilbage. Rothelau er ikke nogen stor haubarg. Flere af Ejdersteds største haubarger var næsten dobbelt så lange, med flere etager på boligdelen og fornemme haveanlæg til.

## Beboerne
Haubargen fra Ejdersted har fået sin nuværende form i 1653, som det fremgår af jernankrenes årstal på boligens sydgavl, dog er dele af bygningen noget ældre. Gavlens jernbogstaver henviser til ejeren, som ikke selv boede på gården, men byggede den som investering og forpagtede ud til skiftende storbønder. Storbønderne i haubargerne hørte til Danmarks absolutte bondeelite. De var belæste ,og nogle af sønnerne blev sendt væk for at læse på universiteterne i København eller Tyskland. De havde et luksusforbrug, som var få beskåret. Omkring år 1800 overtog den lokale storbondefamilie Pauls gården. I 1835 finder vi i folketællingen en husholdning på 12 personer: Storbonde Johan Pauls, 46 år, og hans kone Margaretha Dorothea, 45 og deres tre børn, Frauke, Dorothea og Hans. De havde fem mandlige ansatte karle og drenge, Morten, Hans, Henning, Arrien og Johann. Der var også ansat to piger, Anna og Elsabe, til at tage sig af malkekøerne samt smør- og osteproduktion.

## Rummene
Rummene i boligdelen er usædvanligt højloftede og rigt indrettede med store, kostbare vinduer, hollandske vægfliser af fajance og overdådige træskærerarbejder.
Husets pæne indgang er i sydgavlen og fører ind til fordielen, en forstue som har været brugt både til opbevaring af tøj, men også til spisested. Der er både kister, skabe, borde og bænke. Bag panelet ved bænken har der været sovested for tjenestekarlene. Tilsvarende er der en alkove for tjenestepigerne i agtedielen, der ligger i forlængelse af fordielen. Pigernes rum har også været brugt som bryggers, og her er blevet arbejdet med mælk og ost, som det fremgår af smør- og osteforme og en pæl til ostepressen. Ganske praktisk med stald til den ene side og køkken til den anden.
I køkkenet er der åben skorsten med arnebænk til madlavning. Karakteristisk for egnene langs Vadehavet, er der indrettet en ovn til brødbagning i selve skorstenen. Spisekammeret er hævet over en kælder, hvor der er nicher til opbevaring af vin. Dette giver en fornemmelse af Ejderstedbondens forfinede levevis. Det indtryk forstærkes, når man går indenfor i den opvarmede stue, dørns. Det er familiens egen stue, her har karlene ikke haft deres gang. Dørns er indrettet og udstyret som det ses langs nordsøkysten på tværs af landegrænserne. I denne stue har familien opholdt sig, når de ikke arbejdede i boligens ydre rum. Her er soveplads for ægtefællerne i alkoven med de udskårne døre. Ved bordet har man nu og da spist, hvis det ikke foregik sammen med folkene ved langbordet ude i dielen. Kom manden sent hvem, kunne hans mad holdes varm i stølpen, en buet metalskærm på bilæggerovnen, ligesom han kunne hvile ud i lænestolen ved varmen. Gæster er blevet beværtet her, evt. med tepunch i de fine fajancekopper, som blev opbevaret i teskabet, et glasskab som hænger over chartollet. Var der mange gæster, er man nok rykket ind ved siden af i den fine stue, piselen. Her er ingen opvarmningsmulighed, da rummet primært blev brugt til opbevaring af tekstiler men altså også til selskabelighed, hvor man fik varmen ved at spise og drikke tæt og danse.